# Mamadou Diakhon
Mamadou Dioucou Diakhon (* 22. September 2005 in Straßburg) ist ein französisch-senegalesischer Fußballspieler, der aktuell bei Stade Reims in der Ligue 1 spielt.

## Karriere

### Verein
Diakhon begann seine fußballerische Karriere in seinem Geburtsort bei Racing Straßburg. Im Sommer 2020 wechselte er zum FC Kronenbourg, ebenfalls im Elsass. Nach nur einem Jahr wurde er schließlich von der Jugendakademie von Stade Reims verpflichtet. Dort schoss er in der Saison 2021/22 bereits drei Tore in neun Einsätzen für die B-Junioren in der Championnat National U17. Nach zahlreichen Einsätzen für die A-Junioren und die viertklassige Zweitmannschaft, debütierte Diakhon am vorletzten Spieltag der Saison 2022/23 nach später Einwechslung gegen Olympique Lyon in der Ligue 1. Nach einem weiteren Einsatz stand er bei zwei Profispielen 2022/23. Vor dem Start der neuen Saison unterzeichnete Diakhon seinen ersten Profivertrag bei Reims bis Juni 2026. In der Spielzeit 2023/24 bestritt er elf Partien in der Ligue 1 und konnte im Pokal bereits seine ersten beiden Tore für die erste Mannschaft schießen.

### Nationalmannschaft
Diakhon spielt seit 2023 für französische Juniorennationalmannschaften, wurde jedoch bislang noch nie zu einem großen Turnier nominiert.